# Luciano Berio
Luciano Berio (Oneglia, Itàlia, 24 d'octubre de 1925 – Roma, 27 de maig de 2003) va ser un compositor italià i un dels principals representants de l'avantguarda musical europea. És reconegut pel seu treball en la música experimental, particularment la seua Simfonia per a orquestra. També va ser un pioner en la música electrònica.

## Biografia
Luciano Berio va néixer a Oneglia, avui en dia Borgo d'Oneglia, un petit poble a 3 km al nord d'Imperia. Va rebre les seues primeres classes de piano de son pare i el seu avi que eren organistes. Durant la Segona Guerra Mundial va ser reclutat per l'exèrcit, però en el seu primer dia es va ferir en una mà mentre aprenia a usar la pistola. Va passar un temps en un hospital militar abans d'escapar per a lluitar en grups anti-nazis.
Després de la guerra, Berio va estudiar en el Conservatori de Milà amb Giulio Cesare Paribeni i Giorgio Federico Ghedini. Va abandonar els estudis de piano a causa de la ferida en la seua mà i es va concentrar en la composició. El 1947 es va estrenar en públic un dels seus primers treballs, una suite per a piano.
Berio es va guanyar la vida durant aquest temps acompanyant classes de cant, així va conéixer la soprano estatunidenca Cathy Berberian amb qui va contraure matrimoni poc després de graduar-se (posteriorment, el 1964, es van divorciar). Berio va escriure nombroses peces en què explotava l'única i versàtil veu de la seua esposa.
El 1951 va viatjar als Estats Units per a estudiar amb Luigi Dallapiccola a Tanglewood, qui el va fer interessar-se pel serialisme. Posteriorment va acudir als cursos d'estiu de Darmstadt, on va conèixer Pierre Boulez, Karlheinz Stockhausen, György Ligeti i Mauricio Kagel. Va començar a interessar-se en la música electrònica, fundant l'Studio di Fonologia, un estudi de música electrònica a Milà, amb Bruno Maderna el 1955. Va invitar a un nombre de significatius compositors a treballar-hi, com ara Henri Pousseur i John Cage. També va crear una publicació sobre música electrònica, Incontri Musicali.
El 1960, Berio va tornar a Tanglewood, aquesta vegada com a compositor resident, i el 1962, invitat per Darius Milhaud, va ingressar com a professor en el Mills College d'Oakland, Califòrnia. El 1965 va començar a impartir classes en la Juilliard School i hi va fundar el Juilliard Ensemble, un grup dedicat a interpretar música contemporània. En aquest mateix any, Berio es va casar per segona vegada, amb la notòria filòsofa Susan Oyama (se'n va divorciar el 1971). Entre els seus estudiants es trobaven Vinko Globokar, Louis Andriessen, Steve Reich, Lucca Francesconi i, potser sorprenentment, Phil Lesh de la banda Grateful Dead.
Durant tot aquest temps, Berio va estar constantment component i forjant-se una reputació, guanyant el Premi Itàlia el 1966 per Laborintus II. La seua tasca com a compositor va quedar consolidada quan la seua Simfonia va ser estrenada l'any 1968.
El 1972, Berio va tornar a Itàlia. Des de l'any 1974 fins al 1980 va ser director de la secció d'electroacústica de l'IRCAM a París, i el 1977 va contraure matrimoni per tercera vegada, ara amb la musicòloga Talia Pecker. El 1987 va crear Tempo Reale a Florència, un centre amb intencions semblants a l'IRCAM
El 1994 va esdevenir Distingit Compositor Resident en la Universitat Harvard, mantenint aquest càrrec fins al 2000. També en el 2000 va ser nomenat president i Superintendent de l'Accademia Nazionale di Santa Cecilia de Roma. Va continuar component fins al final de la seua vida. Luciano Berio va morir el 2003 en un hospital de Roma.
El 1996 li fou concedit el Praemium Imperiale, una distinció que reconeix els mèrits d'artistes en diferents camps, com la pintura, música, escultura, cinema i arquitectura. El premi va ser creat en 1989 per la «Japan Art Association». Aquesta distinció es lliura en una cerimònia al Meiji Memorial Hall de Tòquio que té lloc en el mes d'octubre. La seva quantia econòmica és de 125.000 dòlars.

## La música de Berio

### Obres originals
Les obres electròniques de Berio daten en la seua major part de la seua estada en l'Studio di Fonologia de Milà. Un dels més influents treballs que hi va produir va ser Thema (Omaggio a Joyce) (1958), basat en una lectura de la seua primera esposa Cathy Berberian de la novel·la de James Joyce Ulysses.En un treball posterior, Visage (1961) Berio va crear un emocionant llenguatge a base de tallar i modificar un enregistrament de la veu de Cathy Berberian.
El 1968, Berio completa O King un treball del que hi ha dues versions: una per a veu, flauta, clarinet, violí, violoncel i piano, i una altra per a vuit veus i orquestra. Aquesta peça va ser creada en memòria de Martin Luther King, que va ser assassinat poc abans de compondre-la. En ella, les veus entonen primer les vocals i després les consonants, per a després totes juntes enllaçar el seu nom en els últims compassos.
La versió orquestral d'O King va ser integrada, poc després d'acabada, en la que potser serà la composició més famosa de Berio, la Simfonia (1968-69), per a orquestra i vuit veus amplificades (un doble quartet vocal amb micròfons). En aquesta obra les veus no són utilitzades en la forma tradicional; no sols fan el típic cant entonat, sinó que les veus reciten, murmuren i criden paraules de Claude Lévi-Strauss (de la seua obra Le cru et le cuit), Samuel Beckett (de la seua novel·la L'innombrable), instruccions de partitures de Gustav Mahler i altres textos. L'obra és un dels paradigmes de la tècnica de collage i una de les més populars de Berio.
A-Ronne (1974) és un collage semblant però més directament enfocat en la veu. Originàriament va ser escrit com un programa de ràdio per a cinc actors i l'any 1975 va ser reelaborat per a vuit vocalistes i una part per a teclat opcional. Aquesta obra és una de les nombroses col·laboracions amb el poeta Edoardo Sanguineti, qui va proporcionar un text ple de cites, les fonts del qual inclouen a la Bíblia, T. S. Eliot o Karl Marx.

### Cor
Un altre exemple de la influència de Sanguineti és l'àmplia obra Cor, per a orquestra, veus solistes i un gran cor, els integrants del qual són emparellats amb instruments de l'orquestra. L'obra dura un poc més d'una hora, i explora temes vinculats a la música folklòrica d'una gran diversitat de regions: Xile, Amèrica del Nord, Àfrica. Els temes recurrents són l'expressió de l'amor i la passió; el dolor de ser separats dels qui estimem; la mort d'una esposa o espòs. Una línia repetida és "veniu i vegeu la sang en els carrers", una referència al poema de Pablo Neruda, escrit en el context dels salvatges esdeveniments succeïts en Llatinoamèrica sota diferents règims militars.
Entre altres composicions de Berio es troben Circles (1960) i Recital I (for Cathy) (1972), totes escrites per a Berberian, i diverses obres teatrals, com l'òpera Un re in ascolto, amb la singular col·laboració del seu compatriota Italo Calvino.

### Sequenzas
Berio també va produir obres en què no hi ha cites d'altres treballs. Potser la més coneguda siga la sèrie de treballs per a instruments solistes sota el nom de Sequenza; la primera, Sequenza I va ser realitzada el 1958 per a flauta. L'última, Sequenza XIV (2002) va ser composta per a violoncel sol. Aquests treballs exploren amb profunditat les possibilitats de cada instrument. Les distintes Sequenze són:
- Sequenza I per a flauta (1958)
- Sequenza II per a arpa (1963)
- Sequenza III per a veu femenina (1965)
- Sequenza IV per a piano (1966)
- Sequenza V per a trombó (1965)
- Sequenza VI per a viola (1967)
- Sequenza VII per a oboè (1969) i Sequenza VIIb per a saxòfon soprano (1993 - adaptació de Claude Delangle)
- Sequenza VIII per a violí (1976)
- Sequenza IX per a clarinet i Sequenza IXb per a saxòfon alt (1980)
- Sequenza X per a trompeta en do i ressonància de piano (1984)
- Sequenza XI per a guitarra (1987-88)
- Sequenza XII per a fagot (1995)
- Sequenza XIII per a acordió "Chanson" (1995)
- i Sequenza XIV per a violoncel (2002).

### Adaptacions i transcripcions
Berio ha adaptat les seues pròpies composicions: la sèrie Sequenze va donar lloc a una sèrie de treballs anomenada Chemins, cada un d'ells basat en un de Sequenza. Per exemple, Chemins II (1967) pren la Sequenza II (1963) per a arpa i l'adapta per a sol de viola i altres nou instruments. Chemins II és així mateix transformada en Chemins III (1968) afegint una orquestra, i també existix Chemins IIb, una versió de Chemins II sense sol de viola però amb un conjunt més ampli, i Chemins IIc, que afegeix un sol de clarinet baix a Chemins IIb. Les Sequenze també han donat llum a altres noves obres amb altres títols: Corale (1981), per exemple, està basat en la Sequenza VIII.
A més de les seues pròpies obres i adaptacions, Berio és conegut per realitzar nombrosos arranjaments d'obres d'altres compositors, com ara Claudio Monteverdi, Henry Purcell, Johannes Brahms, Manuel de Falla, Gustav Mahler i Kurt Weill. Per a la seua primera dona va escriure Folk Songs (1964) una col·lecció d'arranjaments de cançons populars i folklòriques. També va escriure un final per a l'òpera de Giacomo Puccini Turandot (estrenada a Los Angeles el 27 de maig de 2002 i aquest mateix any en Amsterdam i Salzburg) i en Rendering (1989) va prendre els pocs esbossos que Franz Schubert va fer per de la seua Simfonia No. 10, i els va acabar afegint música derivada d'altres obres de Schubert.
De fet, la transcripció és una part vital de les obres "creatives" de Berio. En "Two Interviews", Berio expressa que el que un curs d'Escola en transcripció hauria de buscar, que no és només mirar a Franz Liszt, Ígor Stravinski, Bach, ell mateix i altres, sinó entendre el concepte de composició com una autotranscripció. En aquest punt, Berio rebutja i abandona la noció de "collage", preferint prendre la posició de "transcriptor", argumentant que "collage" implica un cert abandó arbitrari, front a l'acurat control de la seua execució altament intel·lectual, que es dona especialment en el seu Simfonia, a través d'un treball "deconstructiu". Llavors, cada cita evoca acuradament el context de l'obra original, creant una xarxa oberta, però oberta a referents altament específics i una vigorosament definida, tot i ser auto-regenerativa, relació significant-significat. "No estic interessat en 'collages', i només els trobe divertits quan els faig amb els meus fills: llavors són un exercici de relativitzar i "descontextualitzar" imatges, un exercici elemental el saludable cinisme del qual no hauria de fer mal a ningú" diu Berio a l'entrevistadora Rossana Dalmonte, en la que manifesta que intenta distanciar-se de la imatge caòtica que molts descurats analistes de segona mà tenen d'ell.

## Llista d'obres

### Música electroacústica
- Thema (Omaggio a Joyce), cinta magnètica (1958)
- Allez-Hop, cinta magnètica (1959)
- Visage, cinta magnètica (1961)
- Chants parallèles, cinta magnètica (1975)
- Diario immaginario, electrònica (1975)

### Obres vocals
- Circles, per a veu, arpa i percussió (1960)
- Folk Songs, per a mezzosoprano i set instruments (1964)
- Laborintus II, per a veu, instruments i cinta magnètica (1965)
- Sequenza III, per a veu (1966)
- O King, per a mezzo soprano i cinc instruments (1968)
- Simfonia, per a vuit veus amplificades i orquestra (1969)
- Recital (for Cathy), per a mezzosoprano i 17 instruments (1971)
- Cries of London, per a huit veus (1974)
- A-Ronne, per a cinc o huit veus (1975)
- Canticum Novissimi Testamenti I, per a cor (1988)
- Canticum Novissimi Testamenti II, per a 8 veus, 4 clarinets i quartet de saxòfons (1988)

### Obres instrumentals
- Sequenza I, per a flauta (1958)
- Sequenza II, per a arpa (1963)
- Chemins I, per a arpa i orquestra (1965)
- Sequenza III, per a veu (1966)
- Sequenza IV, per a piano (1966)
- Sequenza V, per a trombó (1966)
- Sequenza VI, per a viola (1967)
- Chemins II, per a viola i nou instruments (1967)
- Chemins III, per a viola i orquestra (1968)
- Sequenza VII, per a oboè (1969)
- Chemins IIb, per a orquestra (1970)
- Chemins IIc, per a clarinet baix i orquestra (1972)
- Línia, per a dos pianos, vibràfon i marimbàfon (1973)
- Points of the Curve to Find, per a piano i 22 instruments (1974)
- Sequenza VIII, per a violí (1975)
- Chemins IV, per a oboè i corda (1975)
- Il ritorno degli snovidenia, per a violoncel i 30 instruments (1977)
- Sequenza IX, per a saxòfon alt (1980)
- Accordo, per a conjunt de vent i percussió (1981)
- Sequenza X, per a trompeta i piano amplificat (1984)
- Voci, per a viola i dos grups d'instruments (1984)
- Sequenza XI, per a guitarra (1988)
- Chemins V, per a guitarra i 42 instruments (1992)
- Notturno, per a quartet de corda (1994)
- Sequenza XII, per a fagot (1995)
- Sequenza XIII, per a acordió (1995)
- Alternatim, per a clarinet, viola i orquestra (1997)
- Altra voce, per a flauta, mezzosoprano i electrònica en viu (1999)
- Sequenza XIV, per a violoncel (2002)

### Obres orquestrals
- Simfonia, per a vuit veus amplificades i orquestra (1969)
- Chemins IIb, per a orquestra (1970)
- Moviment, per a orquestra (1971)
- Concert, per a dos pianos i orquestra (1972)
- Still, per a orquestra (1973)
- Eindrücke, per a orquestra (1974)
- Cor, per a cor i orquestra (1976)
- Rèquiem, per a orquestra (1984)
- Continu, per a orquestra (1991)
- Ekphrasis (Continu II), per a orquestra (1996)

### Música escènica
- Passaggio, missa escènica (1963)
- Opera, teatre musical (1970)
- Per la dolce memòria di quel giorno, ballet (1974)
- La vera storia, òpera en dos actes (1982)
- Un re in ascolto, acció teatral en dues parts (1984)
- Outis, teatre musical (1996)
- Cronaca del luogo, acció musical (1999)